# Colline del Prosecco di Conegliano e Valdobbiadene
Le colline del Prosecco di Conegliano e Valdobbiadene, o semplicemente colline di Conegliano e Valdobbiadene, sono un gruppo di colline comprese nella provincia di Treviso, in Veneto, a sud della Catena Cavallo-Visentin, caratterizzate dal territorio vitivinicolo della zona di produzione del vino "Conegliano Valdobbiadene - Prosecco" DOCG.
Dal 2019 le colline sono inserite nell'elenco dei Patrimoni dell'umanità dell'UNESCO. Dopo una prima bocciatura nel 2018, nel corso della 43ª sessione UNESCO tenutasi a Baku in Azerbaigian, sono divenute il 55º sito italiano e l'8º in Veneto ad ottenere questo riconoscimento.

## Storia
Il 7 Luglio 2019 il Sito Le Colline di Conegliano e Valdobbiadene è stato iscritto nella lista del Patrimonio Mondiale come paesaggio culturale, dove l'opera dei viticoltori ha apportato un netto contribuito.
Le Colline di Conegliano e Valdobbiadene, dove nasce lo storico ed autentico Conegliano Valdobbiadene prosecco Superiore DOCG, sono state iscritte nella Lista del Patrimonio Mondiale grazie a queste caratteristiche: il particolare sistema geomorfologico ad hogback, cordoni collinari che conferiscono un carattere panoramico e un ambiente organico fatto di vigneti e boschi; il paesaggio a mosaico in cui risaltano i piccoli borghi; i ciglioni inerbiti all'interno dei vigneti. L'interazione di queste tre caratteristiche e l'operare degli agricoltori ha permesso di creare questo paesaggio agrario di difficile comparazione ad altri simili.

## Geografia

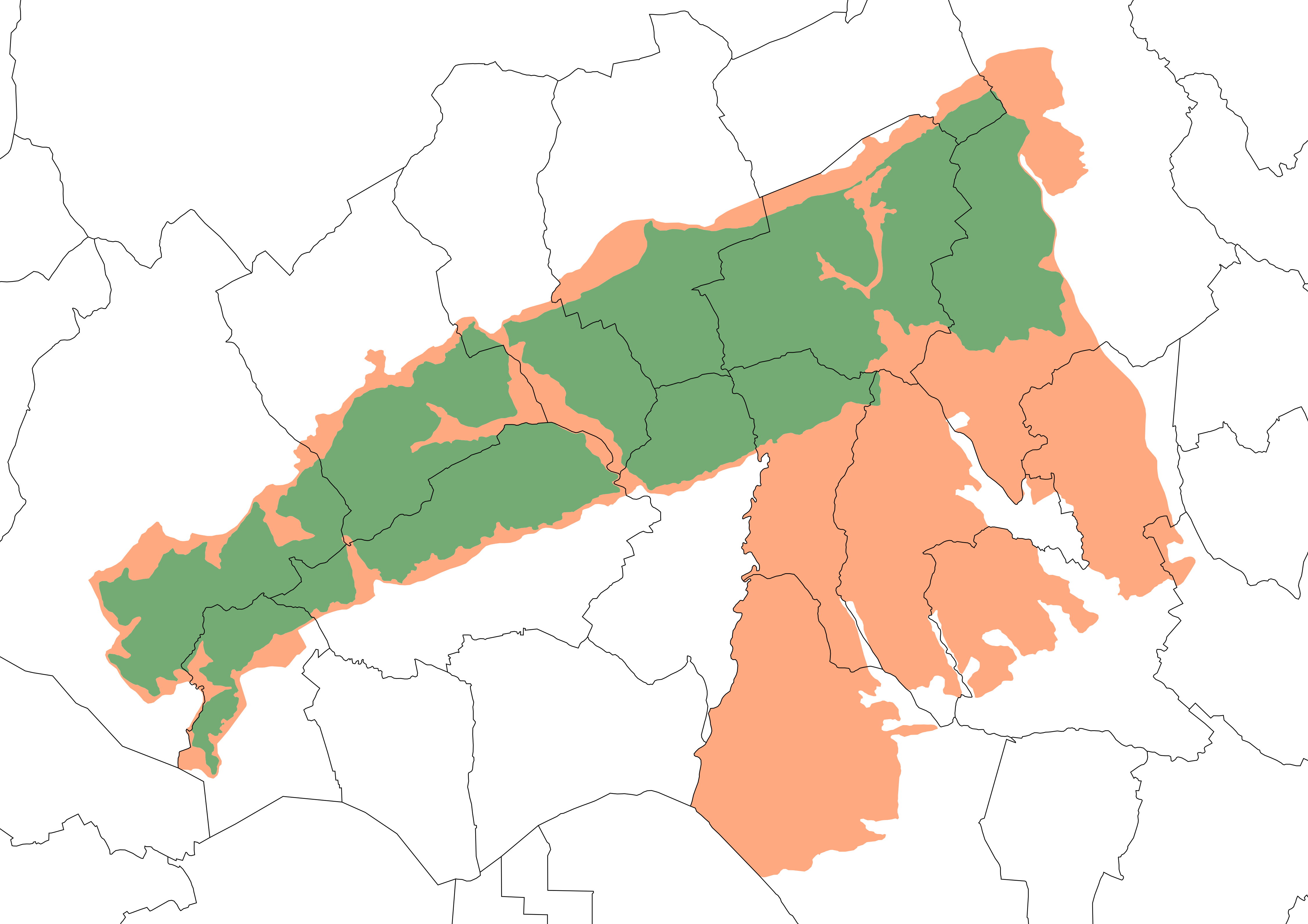
Mappa del Patrimonio dell'Umanità UNESCO. In verde la zona centrale, in arancio la zona cuscinetto.

Collocate nel nord-est d'Italia, in provincia di Treviso (Veneto), le Colline del Conegliano Valdobbiadene DOCG si estendono in direzione est-ovest, da Vittorio Veneto a Valdobbiadene. Il sito include gran parte del territorio vitivinicolo della zona di produzione del Conegliano-Valdobbiadene DOCG.
L'area è suddivisa in tre zone: Core Zone; Buffer Zone; Zona di impegno.

### Core Zone
La Core Zone, o zona centrale, ha un'estensione di 9.197,45 ha, non coincide con i confini amministrativi e comprende i territori collinari ricadenti nei Comuni di Valdobbiadene, Vidor, Miane, Farra di Soligo, Pieve di Soligo, Follina, Cison di Valmarino, Refrontolo, San Pietro di Feletto, Revine Lago, Tarzo e Vittorio Veneto. L’areale rappresenta gli attributi del paesaggio rurale, attraverso i quali si è basata prima la candidatura e poi l'iscrizione nella Lista UNESCO.
I principali elementi che vi si riconoscono sono: 
- il sistema geomorfologico a cordonate, definito "Hogback", che caratterizza la fascia collinare tra Valdobbiadene e Vittorio Veneto, sia da un punto di vista scenografico, sia come fattore limitante per la sua secolare antropizzazione ed utilizzo agricolo;
- la presenza diffusa della coltivazione della vite su ciglione inerbito quale soluzione adattativa originale alla forte pendenza collinare, garantendo in tal modo anche una sostenibilità idrogeologica e un’ottimizzazione delle tecniche viticole;
- la presenza di un mosaico agrario fortemente parcellizzato e interconnesso, caratterizzato da parcelle vitate intervallate da una forte presenza di elementi boscati ed improduttivi che funzionano come un'efficace rete ecologica in grado di fornire servizi ecosistemici di qualità.[8]

### Buffer Zone
La Buffer Zone, o zona cuscinetto, ha un'estensione di 9.769,80 km, non coincide con i confini amministrativi e comprende i territori collinari ricadenti, oltre che in tutti i Comuni della Core Zone, anche in quelli di Conegliano, Susegana e San Vendemiano. È caratterizzata, rispetto alla Core Zone, da un diverso paesaggio, sempre collinare e di pregio, ma a minor pendenza.

### Zona di impegno
La Zona di impegno (Commitment Zone) è un'area al di fuori della Core e della Buffer Zone, che comprende un territorio piuttosto vasto costituito, oltre da quelli precedentemente citati, anche dai Comuni di Cappella Maggiore, Colle Umberto, Codognè, Cordignano, Fregona, Godega di Sant'Urbano, Mareno di Piave, Moriago della Battaglia, Sarmede, San Fior, Sernaglia della Battaglia, Segusino, Santa Lucia di Piave e Vazzola. L'area racchiude i Comuni che hanno aderito ad un Protocollo stipulato con la Regione, il cui scopo è seguire un regolamento comune per la gestione, la tutela e la salvaguardia del paesaggio rurale, in particolar modo quello viticolo.
Il panorama inoltre è caratterizzato dai cosiddetti ciglioni, terrapieni sui quali sono stati realizzati terrazzamenti stretti ed erbosi per i filari di viti. Per secoli questi aspri terreni sono stati modellati e resi adatti alla coltura dall'uomo. Dal XVII secolo, l'uso dei ciglioni ha creato un particolare scenario a scacchiera costituito da filari di viti paralleli tra di loro e verticali rispetto ai declivi. Nel XIX secolo, la tecnica di coltivazione della bellussera ha contribuito alle caratteristiche estetiche del territorio.

## Caratteristiche
Le Colline del Conegliano Valdobbiadene DOCG sono caratterizzate da un caratteristico sistema morfologico a dorsale che offre un carattere montanaro con viste panoramiche e un paesaggio organico evoluto e continuo, composto da vigneti, foreste, piccoli villaggi e agricoltura. Il terreno aspro è stato modellato e adattato da pratiche distintive di utilizzo del suolo. Ciò include le tecniche conservative del suolo e del terreno, che comprendono le pratiche viticole che utilizzano le uve GLERA per produrre il vino Spumante Valdobbiadene DOCG o Conegliano Valdobbiadene DOCG di altissima qualità e da non confondere con quello che oggi si chiama genericamente prosecco e che è una Doc. Dal XVII° secolo, l'uso dei ciglioni – l'uso di terrazze erbose, utilizzate per coltivare aree con forti pendenze – ha creato un caratteristico schema a scacchiera con file parallele e verticali alle pendenze. L’aspetto a mosaico del paesaggio è il risultato di pratiche ambientali e di uso del suolo storiche e tuttora in corso. Gli appezzamenti dedicati ai vigneti, stabiliti sui ciglioni, coesistono con macchie boschive, piccoli boschi, siepi e filari di alberi che fungono da corridoi che collegano diversi habitat. Nelle dorsali sono sparsi piccoli villaggi, lungo le strette valli o sulle creste.

### Hogback
L'area è caratterizzata da una particolare conformazione geomorfologica, denominata "Hogback", costituita da una serie di rilievi irti e scoscesi allungati in direzione est-ovest e intervallati da piccole valli parallele tra loro. In questo difficile ambiente, l'uomo ha saputo nei secoli adattarsi, modellando le ripide pendenze e perfezionando la propria tecnica agricola.

### Ciglione
Espressione di questa capacità adattiva è il ciglione, una particolare tipologia di terrazzamento, che utilizza la terra inerbita al posto della pietra e che viene preferita ad altre sistemazioni poiché contribuisce alla solidità dei versanti e riduce l'erosione del suolo. Testimonianza dell'utilizzo del ciglione nel territorio risale alle perticazioni del XVI e XVII secolo; oggi, grazie agli studi cartografici effettuati per il sito candidato, si stima che la presenza del ciglione sia del 20% (dato 2015) rispetto al 28% del 1960. Un calo che interessa soprattutto le aree a minor pendenza, ma che conferma come nei pendii più scoscesi il ciglione sia mantenuto e scelto come tecnica migliore: il 67,33% è infatti collocato in versanti pendenti tra i 15° e 60°.

### Paesaggio a mosaico
Questo lavoro di migliaia di piccoli viticoltori ha permesso la creazione di un paesaggio agrario molteplice sia nelle forme che nella composizione. Un paesaggio definito "a mosaico", fortemente parcellizzato e interconnesso, caratterizzato da tanti piccoli appezzamenti vitati intervallati da un'importante presenza di elementi boscati ed improduttivi, che funzionano come un'efficace rete ecologica in grado di fornire servizi ecosistemici di qualità.

### Il Cammino

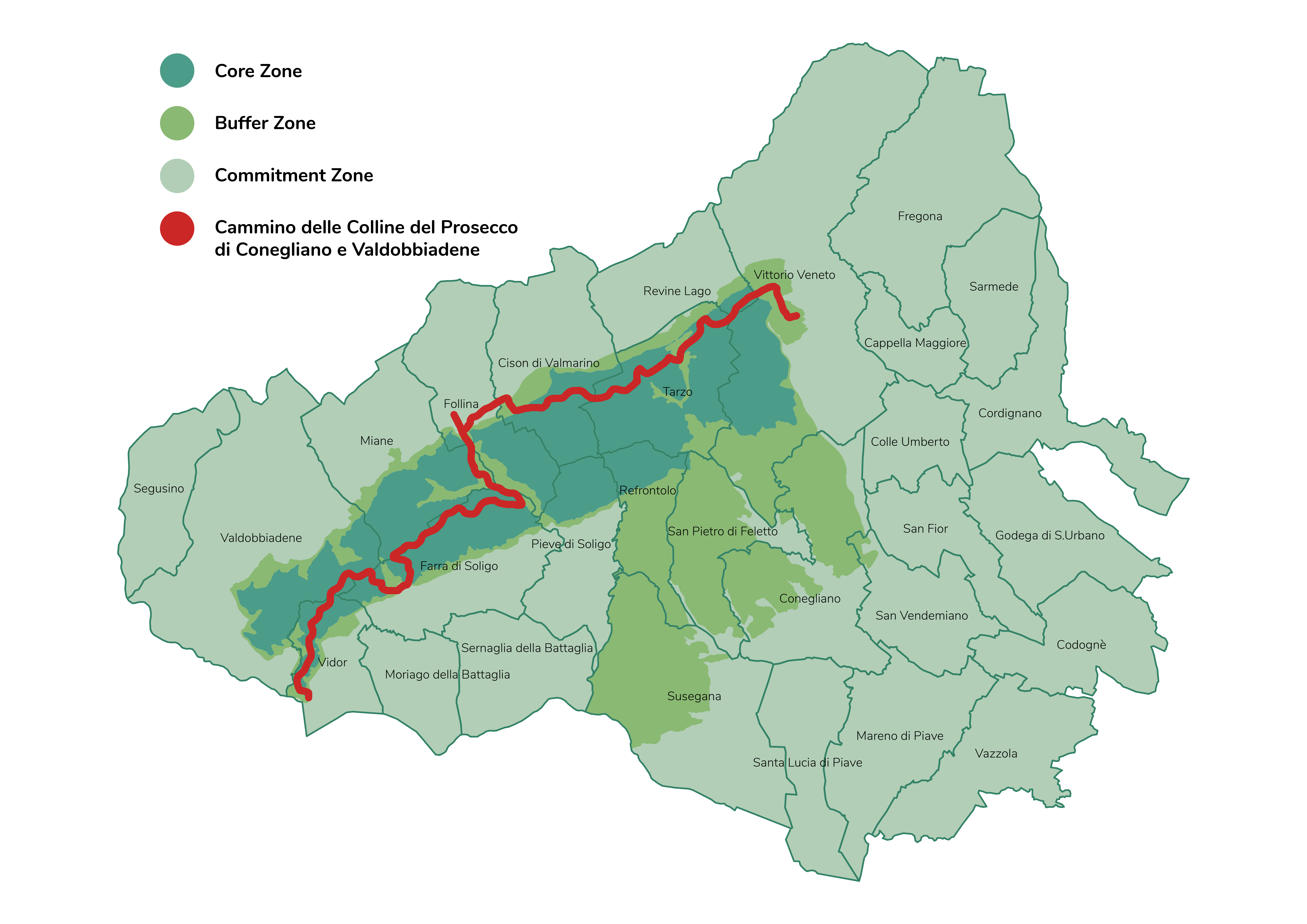
In rosso, il Cammino delle Colline del Prosecco di Conegliano e Valdobbiadene

Oltre ad una rete di sentieri che prevede 40 itinerari a piedi distribuiti nel 29 comuni delle 3 aree UNESCO, è stato progettato il Cammino delle Colline del Prosecco di Conegliano e Valdobbiadene che permette di visitare l’intero blocco geologico caratterizzato dall’hogback delle colline. Si attraversano 9 dei 12 comuni interessati della Core Zone. Il percorso prevede 4 tappe tra Vidor e Vittorio Veneto per un totale di 51 KM e 2.265 m di dislivello, con soste intermedie a Col San Martino, Follina, Tarzo. Alcuni tratti sono più impegnativi, come la parte finale del Monte Comun e del Monte Baldo, e per questo è stata prevista una “Variante Nord” facoltativa che aggira tale segmento passando per un percorso più semplice attraverso Fratta, Colmaggiore e la parte meridionale di Revine lungo le sponde dei Laghi della Vallata. Il Cammino delle Colline del Prosecco di Conegliano e Valdobbiadene è stato ufficialmente inaugurato l’8 luglio 2023 alla presenza del presidente della Regione Veneto Luca Zaia. Il progettista del percorso è Giovanni Carraro, project manager trekking e itinerari dell’Associazione per il Patrimonio delle Colline del Prosecco di Conegliano e Valdobbiadene.

## Galleria d'immagini

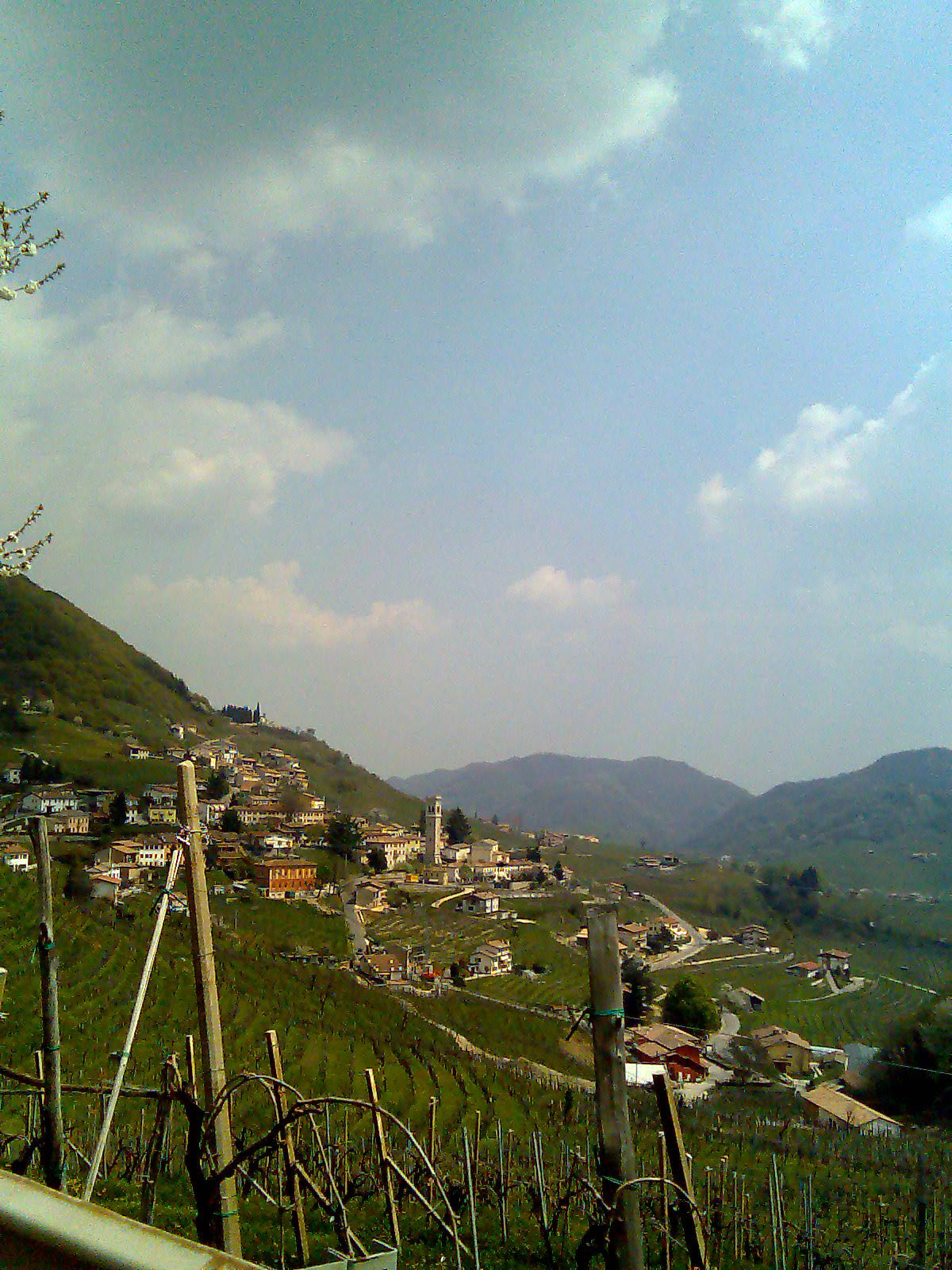
Vista da Santo Stefano
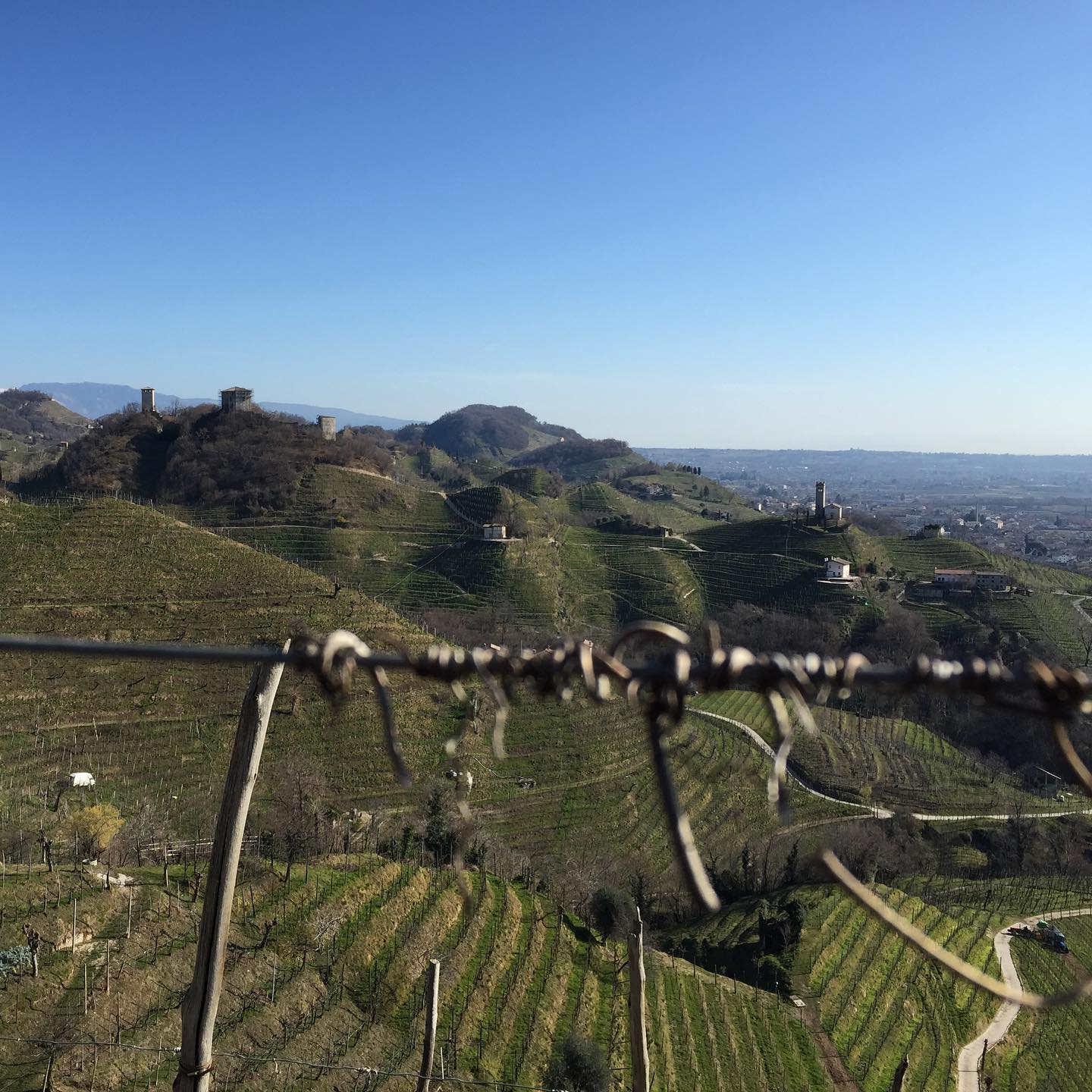
Il panorama con i cosiddetti ciglioni nel periodo invernale
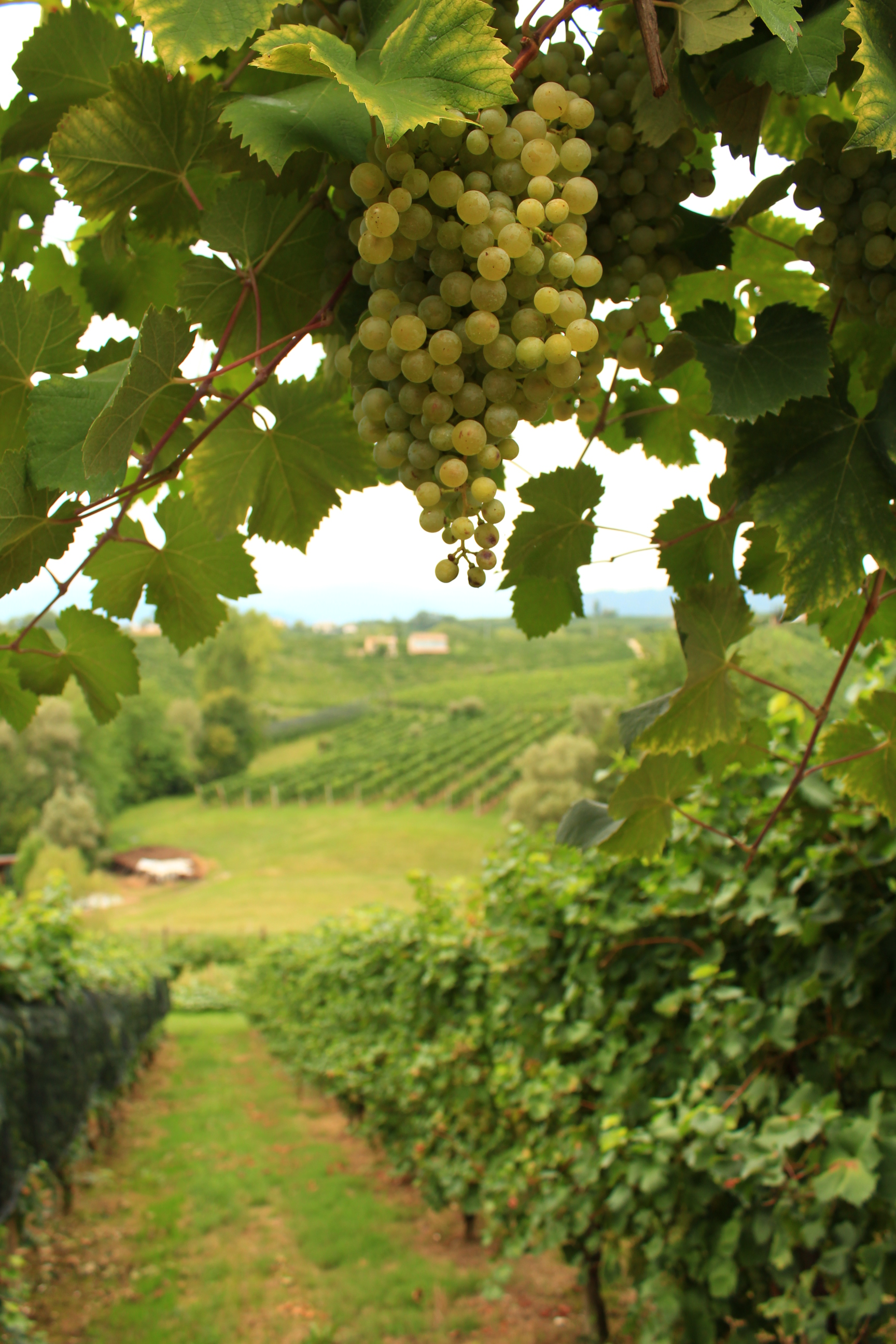
San Vito di Valdobbiadene
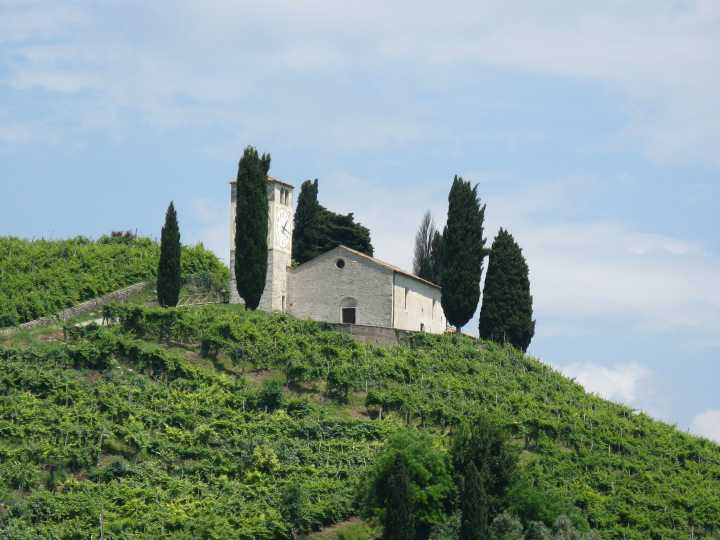
La chiesa di San Vigilio immersa nelle colline del prosecco, a Col San Martino
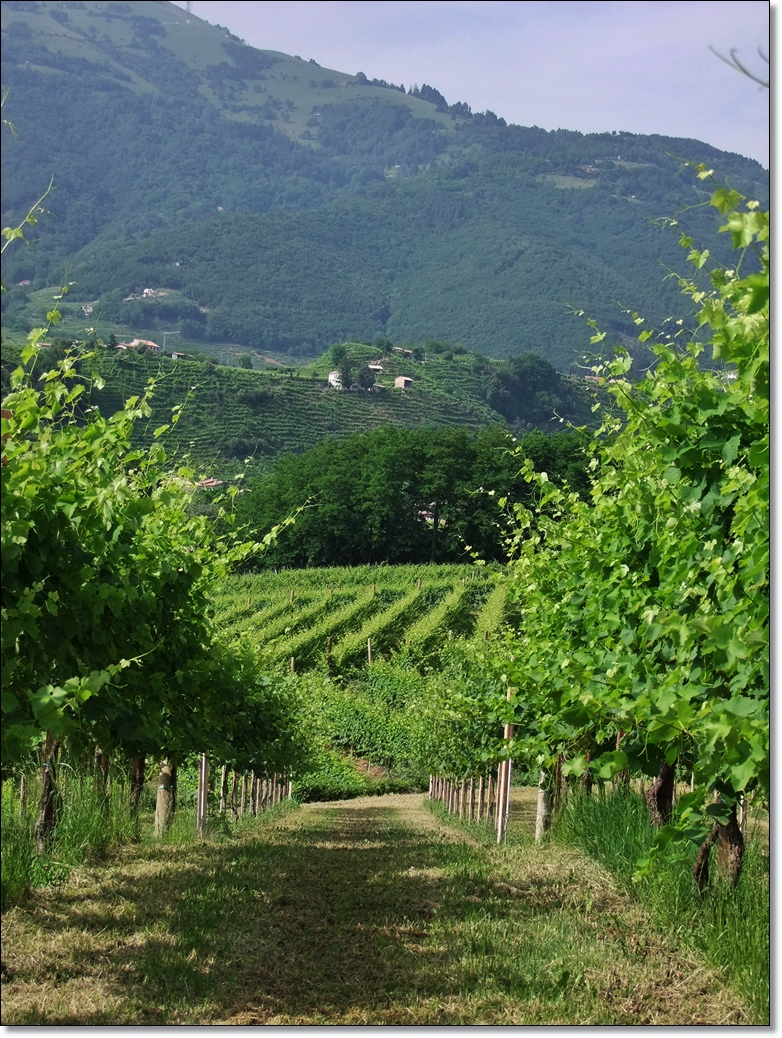
Verso il Cesen
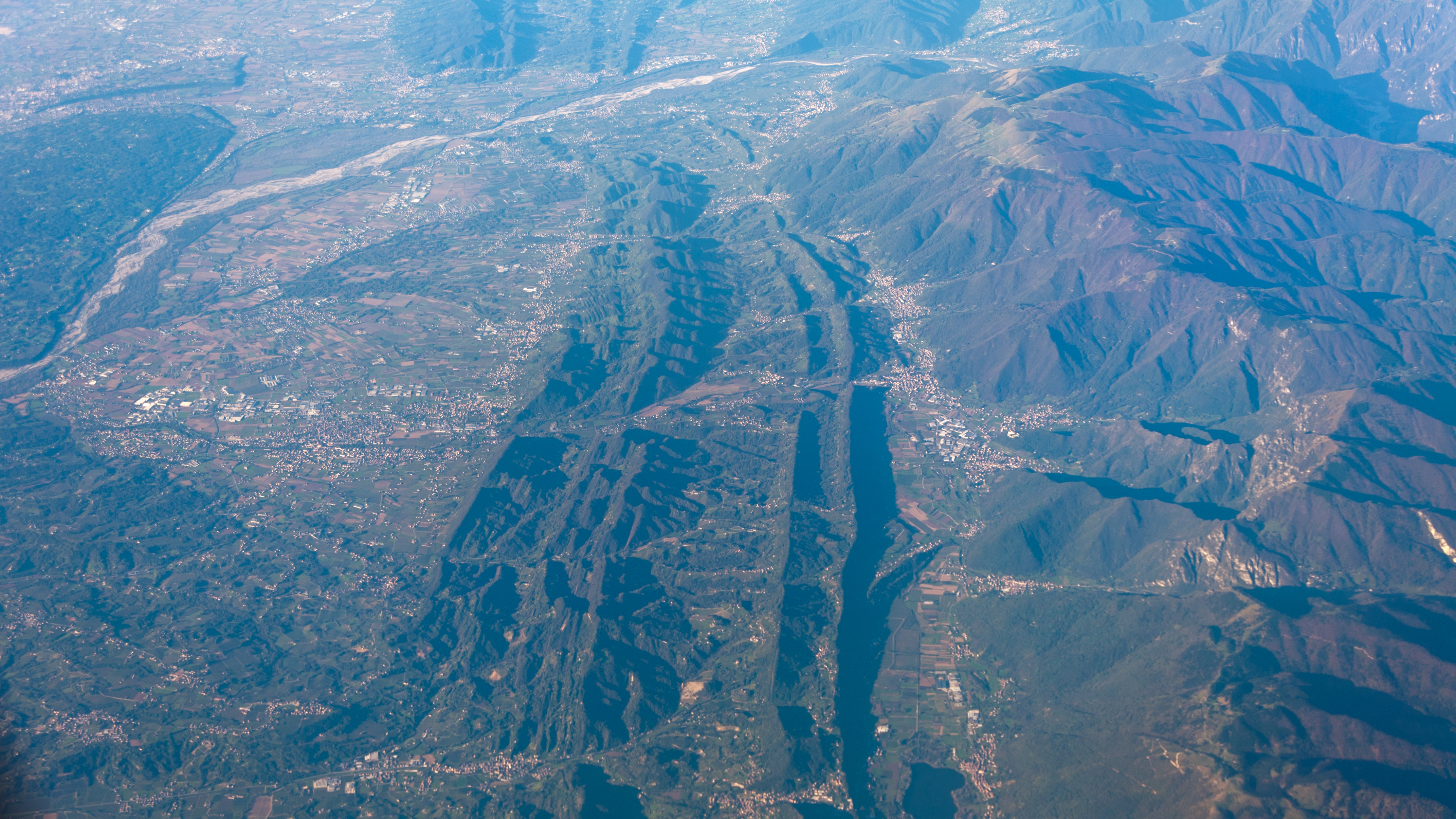
L'hogback delle Colline del Prosecco di Conegliano e Valdobbiadene
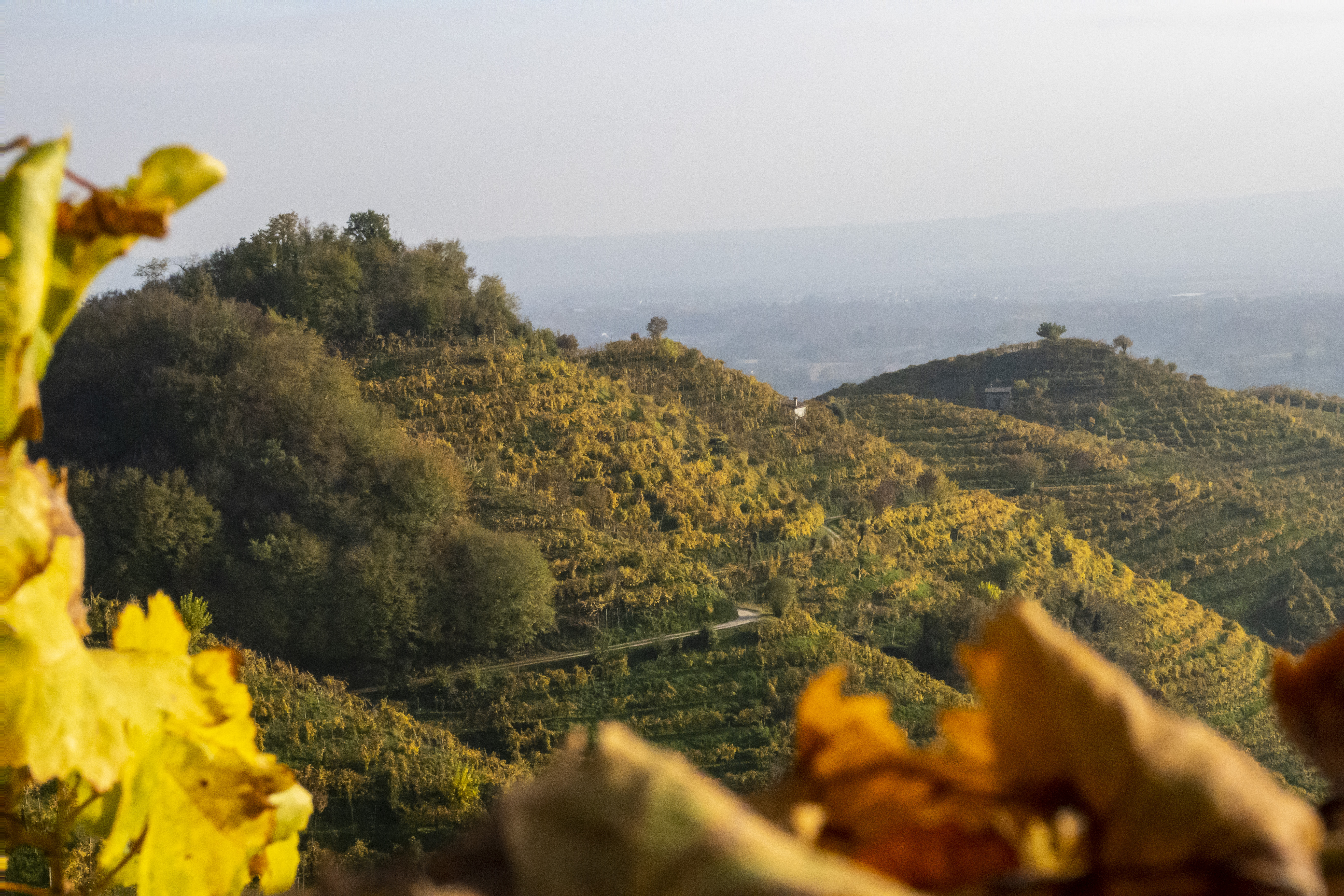
Le colline viste dal Monte Moncader a Col San Martino